# 沢尻アヤカ
沢尻 アヤカ（さわじり あやか 1987年10月7日 - ）は、日本のAV女優。

## 略歴
2007年2月にAVデビュー。同年12月、セル転向。
セルデビュー作となったワンズファクトリーから発売された『生まれてはじめての中出しとパイパン 沢尻アヤカ』は、AVグランプリ2008で、「パッケージデザイン優秀賞」に選ばれた。

## 出演作品

### アダルトビデオ
2007年
- Pastel（2月28日 シャイ企画）
- Hit!（年3月30日 シャイ企画）
- とろける純情（4月27日 シャイ企画）
- 瑠璃色コラージュ（5月25日 シャイ企画）
- No More Tears（6月29日 シャイ企画）
- Shame（7月27日 シャイ企画）
- COSPRESSO ベンティで召し上がれ…（8月31日 シャイ企画）
- 空と大地と緑で（9月28日 シャイ企画）
- 生まれて初めての中出しとパイパン（12月1日 ワンズファクトリー）

2008年
- 初めての黒人中出し凌辱（2月1日、ワンズファクトリー）
- 極上モザイク 股間のアングル（3月1日、ワンズファクトリー）
- 接吻や乳首を舐められながら手コキされた僕。 2（3月1日、ワンズファクトリー）他出演:浜崎りお、妃乃ひかり、寧々、愛沢ひな、鮎川なお、愛乃彩音、羽田夕夏、一色あかね、南野みるく
- キモ男専用愛玩ペット（4月1日、ワンズファクトリー）
- ヴァーチャル相互オナニー いっしょにイってね（5月1日、ワンズファクトリー）他出演:乃亜、大沢佑香（晶エリー、新井エリー）、寧々、花野真衣、北島玲、澄川ロア、芽衣奈、森口あいか、南まりん、真田リサ、須真杏里